# Équipe du Pérou de football à la Copa América 1997
Cet article relate le parcours de l'équipe du Pérou lors de la Copa América 1997 qui se tient en Bolivie du 11 au 29 juin 1997. Elle se rend à la compétition en tant qu'éliminée du 1er tour de la Copa América 1995.
Juan Carlos Oblitas, sélectionneur principal du Pérou, décide d'envoyer une équipe "bis" avec quelques titulaires. C'est d'ailleurs son adjoint, Freddy Ternero, qui prend les rênes de l'équipe pour ce tournoi. Les Péruviens y réalisent un parcours honorable en franchissant la phase de poule - ils terminent deuxièmes du groupe B - puis en éliminant l'Argentine en quart de finale. Ils sont néanmoins surclassés en demi-finale 7-0 par le Brésil, champion du monde en titre, et s'inclinent de nouveau lors de la petite finale contre les Mexicains sur le score de 1-0.

## Résultats

### Premier tour
| Classement final |           |     |   |   |   |   |    |    |      |
|                  | Équipe    | Pts | J | G | N | P | BP | BC | Diff |
| 1                | Bolivie   | 9   | 3 | 3 | 0 | 0 | 4  | 0  | +4   |
| 2                | Pérou     | 6   | 3 | 2 | 0 | 1 | 3  | 2  | +1   |
| 3                | Uruguay   | 3   | 3 | 1 | 0 | 2 | 2  | 2  | 0    |
| 4                | Venezuela | 0   | 3 | 0 | 0 | 3 | 0  | 5  | -5   |

| 12 juin | Pérou   | 1 | 0 | Uruguay   |
| 15 juin | Bolivie | 2 | 0 | Pérou     |
| 18 juin | Pérou   | 2 | 0 | Venezuela |

| 12 juin 1997 | Pérou                     | 1 – 0   | Uruguay | Estadio Olímpico Patria (Sucre)                         |                                                         |
|              | Hidalgo 75e · Carazas 85e | (0 - 0) |         | Spectateurs : 6 000 Arbitrage : Antonio Marrufo Mendoza | Spectateurs : 6 000 Arbitrage : Antonio Marrufo Mendoza |

| 15 juin 1997 | Bolivie                         | 2 – 0   | Pérou     | Estadio Hernando Siles (La Paz) |                             |
|              | Etcheverry 45e · Baldivieso 50e | (1 - 0) | Reyna 20e | Arbitrage : Rodrigo Badilla     | Arbitrage : Rodrigo Badilla |

| 18 juin 1997 | Pérou             | 2 – 0   | Venezuela | Estadio Olímpico Patria (Sucre)              |                                              |
|              | Cominges 13e, 59e | (1 - 0) | Rey 35e   | Spectateurs : 1 500 Arbitrage : Byron Moreno | Spectateurs : 1 500 Arbitrage : Byron Moreno |

### Quart de finale
| 21 juin 1997 | Pérou                     | 2 – 1 | Argentine           | Estadio Olímpico Patria (Sucre)              |                                              |
| | Carazas 30e · Hidalgo 61e | (1 - 0) | 66e (pen.) Gallardo | Spectateurs : 9 000 Arbitrage : Byron Moreno | Spectateurs : 9 000 Arbitrage : Byron Moreno |
| Miranda - Reyna, Dulanto, Rebosio, Torres - Hidalgo, Muñoz, Carazas ( 52e Prado), Palacios - Cominges ( 73e Cavero), Sáenz ( 62e Palomino) | Équipes                   | Roa - Pineda, Vivas, Berizzo ( 67e), Cardozo ( 46e Martínez) - Bassedas, Zapata ( 82e), Gallardo ( 67e), Cardoso ( 46e Berti) - Delgado, Cruz ( 46e Posse) |                     | Spectateurs : 9 000 Arbitrage : Byron Moreno | Spectateurs : 9 000 Arbitrage : Byron Moreno |

### Demi-finale
| 26 juin 1997 | Brésil                                                                                     | 7 – 0 | Pérou | Estadio Ramón Aguilera (Santa Cruz)              |                                                  |
| | Denílson 1re · Flávio Conceição 28e · Romário 36e, 49e · Leonardo 45e, 55e · Djalminha 77e | (4 - 0) |       | Spectateurs : 20 000 Arbitrage : Rodrigo Badilla | Spectateurs : 20 000 Arbitrage : Rodrigo Badilla |
| Taffarel - Cafu, Aldair, Gonçalves, Roberto Carlos - Dunga ( 58e Mauro Silva), Flávio Conceição, Denílson, Leonardo ( 62e Djalminha) - Ronaldo ( 58e Edmundo), Romário ( 64e) | Équipes                                                                                    | Miranda - Reyna ( 57e Prado), Dulanto, Rebosio, Torres - Hidalgo, Muñoz, Magallanes, Palacios ( 57e Sáenz) - Cominges, Carazas ( 57e Palomino) |       | Spectateurs : 20 000 Arbitrage : Rodrigo Badilla | Spectateurs : 20 000 Arbitrage : Rodrigo Badilla |

### Petite finale
| 28 juin 1997 | Mexique       | 1 – 0 | Pérou | Estadio Jesús Bermúdez (Oruro)                  |                                                 |
| | Hernández 82e | (0 - 0) |       | Spectateurs : 8 000 Arbitrage : Paolo Borgosano | Spectateurs : 8 000 Arbitrage : Paolo Borgosano |
| Ríos - Pardo, Jiménez, De Anda, Romero - Villa ( 83e Sánchez), Lara, Ramírez ( 46e Chávez), Blanco - Palencia ( 57e Abundis), Hernández | Équipes       | Miranda - Reyna, Dulanto, Rebosio, Portilla - Prado, Torres ( 71e Muñoz), Rosales ( 14e Hidalgo), Palacios - Palomino ( 20e Magallanes), Cominges |       | Spectateurs : 8 000 Arbitrage : Paolo Borgosano | Spectateurs : 8 000 Arbitrage : Paolo Borgosano |

## Effectif
Source : www.rsssf.com.
- NB : Les âges sont calculés au début de la compétition, le 11 juin 1997.

## Navigation